# Zygolopha
Zygolopha is een geslacht van vlinders van de familie sikkelmotten (Oecophoridae), uit de onderfamilie Oecophorinae.

## Soorten
- Z. orthota Meyrick, 1914
- Z. praenigrata Meyrick, 1914